# تنفس وضعي
تنفس وضعي (بالإنجليزية: Trepopnea)‏، هو ضيق في التنفس يشعر به المريض حين يرقد على جانب معين دون الآخر (وضع الاستلقاء الجانبي) وينتج التنفس الوضعي إما عن مرض في الرئة أو الشعب الهوائية الكبرى أو قصور القلب الاحتقاني المزمن. المرضى الذين يعانون من التنفس الوضعي بسبب مرض في الرئة، يفضلون الاستلقاء على الجانب الآخر البعيد عن الرئة المريضة، لأن الجاذبية تزيد من تروية الرئة السفلى. زيادة الإرواء في الرئة المريضة من شأنه أن يزيد من تحويل التفاغرات و نقص الأكسجة، مما يؤدي إلى تفاقم ضيق التنفس. لتحقيق أقصى قدر من وظائف الرئة السليمة، من الأفضل أن يستلقي المريض على جانب الرئة السليمة؛ بحيث يتلقى تروية دموية كافية. المرضى الذين يعانون من قصور القلب المزمن يفضلون الاستلقاء في الغالب على الجانب الأيمن، لتمكين عودة الدم إلى القلب بشكل أفضل، حيث يتم زيادة إنتاج القلب.